# Kościół Świętego Jana Chrzciciela w Komajach
Kościół Świętego Jana Chrzciciela (biał. Касцёл Яна Хрысціцеля) – katolicki kościół parafialny w Komajach na Białorusi.

## Historia
Murowany kościół w Komajach wybudowano w latach 1603–1606. Ufundował go właściciel miasta Jan Rudomina Dusiacki (ok. 1543–1621). Na dokumencie fundacyjnym z 1606 widnieje również podpis Jana Chojeckiego. Kościół był ogrodzony kamiennym parkanem i posiadał przy sobie mogiłę.
Po pożarze w XVII wieku zawaliło się sklepienie świątyni, usunięto filary i pokryto wnętrze stropem. W 1673 konsekracji budynku dokonał bp Mikołaj Słupski. W 1675 wizytator zapisał: „kościół murowany, wielki, sklepienie w chórze w czasie najścia zniszczone”. W I poł. XVIII wieku kościół został ostrzelany podczas wojny północnej i ponownie przebudowany. Podczas odbudowy w ściany wmurowano szwedzkie kule armatnie. W 1778 z funduszy rodów Wojnów i Koziełłów dobudowano kaplicę z kryptą. W 1861 świątynia została przebudowana i konsekrowana przez bp S. Krasińskiego.
Po II wojnie światowej władze sowieckie zamknęły kościół. W 1985 budynek odrestaurowano z funduszy państwowych i zwrócono wiernym.
W 2003 obchodzono 400–lecie świątyni. Błogosławieństwa proboszczowi ks. Jackowi Hutmanowi i parafianom udzielił papież Jan Paweł II. 29 sierpnia 2010 obchodzono uroczystość 400-lecia obrazu Matki Boskiej Częstochowskiej znajdującego się w kościele. Uroczystemu nabożeństwu przewodniczył bp Władysław Blin. W tym samym roku odnowiono elewację budynku. W 2014 w Komajach obchodzono 50. rocznicę śmierci urodzonego tutaj muzyka Bronisława Rutkowskiego. W kościele odbyła się msza święta i koncert muzyki organowej. Imię Rutkowskiego nadano skwerowi przy kościele.

## Architektura
Jest to kościół obronny, jeden z przykładów najdalszego na wschodzie Europy zastosowania stylu gotyckiego w architekturze.
Składa się z nawy na planie zbliżonym do kwadratu, półkoliście zamkniętego prezbiterium z zakrystią od północy oraz przylegającej do południowej ściany obszernej kaplicy na planie prostokąta. Ściany mają grubość około 2 m.
Fasadę flankują dwie narożne okrągłe wieże ze strzelnicami. Trójkątny szczyt fasady dekorowany jest czterema półkoliście zamkniętymi wnękami. Ściany kaplicy opinają pilastry.

### Wnętrze
Wnętrze nakrywa drewniany strop z XVII wieku, w prezbiterium zachowało się oryginalne sklepienie gwiaździste. Spośród czterech drewnianych ołtarzy najciekawszy jest dwukondygnacyjny ołtarz główny z drugiej połowy XVIII wieku. Ozdabiają go kolumny i gzymsy imitujące marmur; polichromowane rzeźby apostołów Piotra i Pawła oraz bogato złocone rzeźbione ornamenty.
W centrum ołtarza znajduje się obraz Matki Bożej z Dzieciątkiem namalowany w Krakowie w 1610. Według XVIII-wiecznych inwentarzy obraz Matki Bożej Częstochowskiej był uważany za cudowny. W 1995 skradziono srebrne sukienki, po czym obraz był restaurowany. Restauracja trwała 8 miesięcy, zdjęto dwie warstwy wierzchnie, przez co odsłonięto pierwotny wygląd wizerunku.
Cennym zabytkiem są także XVIII-wieczne organy bogato zdobione ornamentami w kształcie girland i instrumentów muzycznych oraz rzeźbami aniołów. Sklepienia prezbiterium ozdabia polichromia wykonana w latach 1726–1736, w kaplicy – malowidła z połowy XIX wieku.
Według specjalistów o historycznym znaczeniu kościoła świadczy 118 wartościowych przedmiotów, które się w nim znajdują.
Istnieje teza, że malowidła w kościele wykonał malarz Alfred Römer. Mieszkał w majątku Karolinowo, leżącym 5 kilometrów od Komai. Niedługo przed swoją śmiercią podarował kościołowi obraz Chrystus i sierota.

Galeria
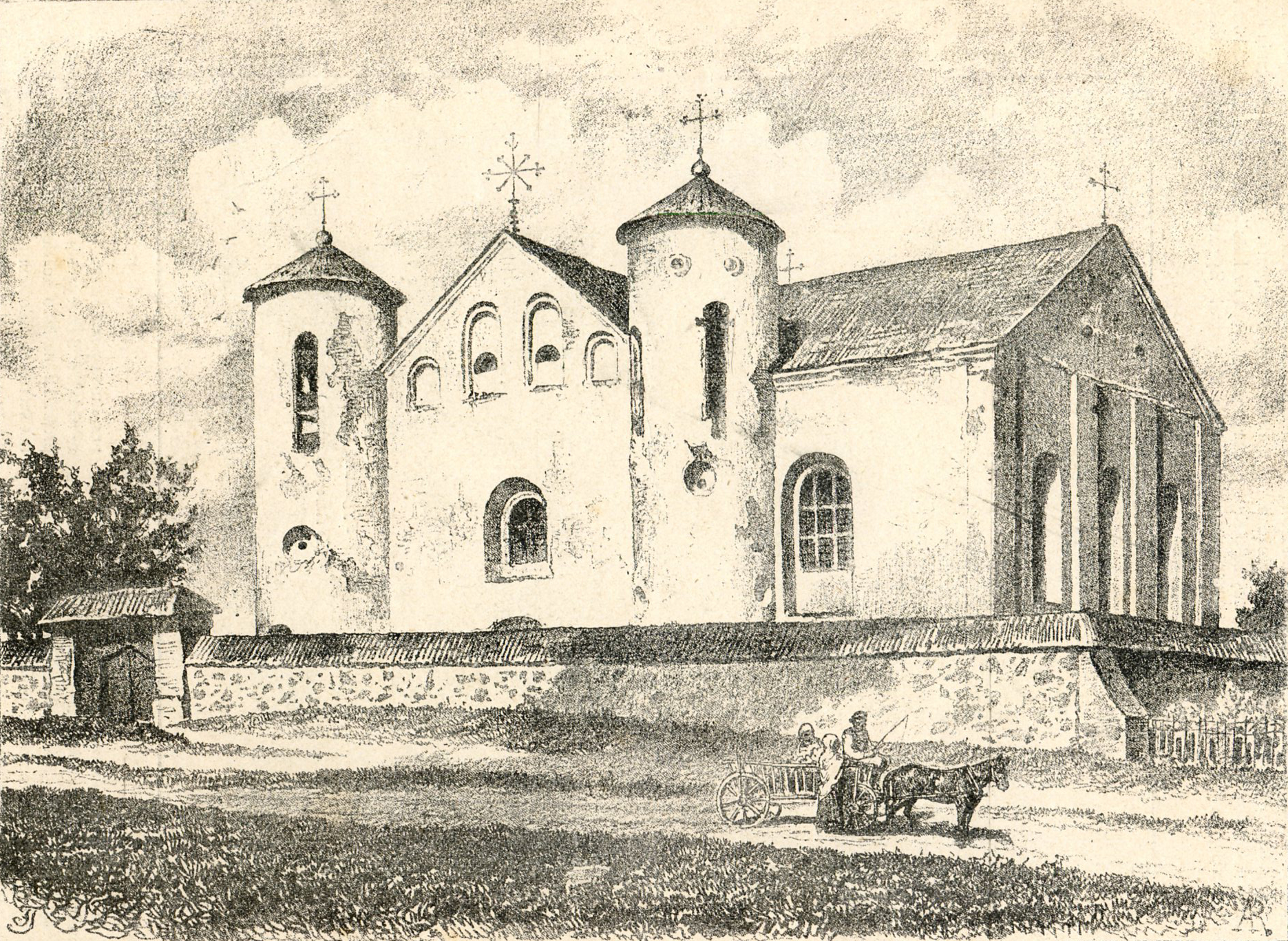
Ilustracja kościoła w „Tygodniku Ilustrowanym”, 1878
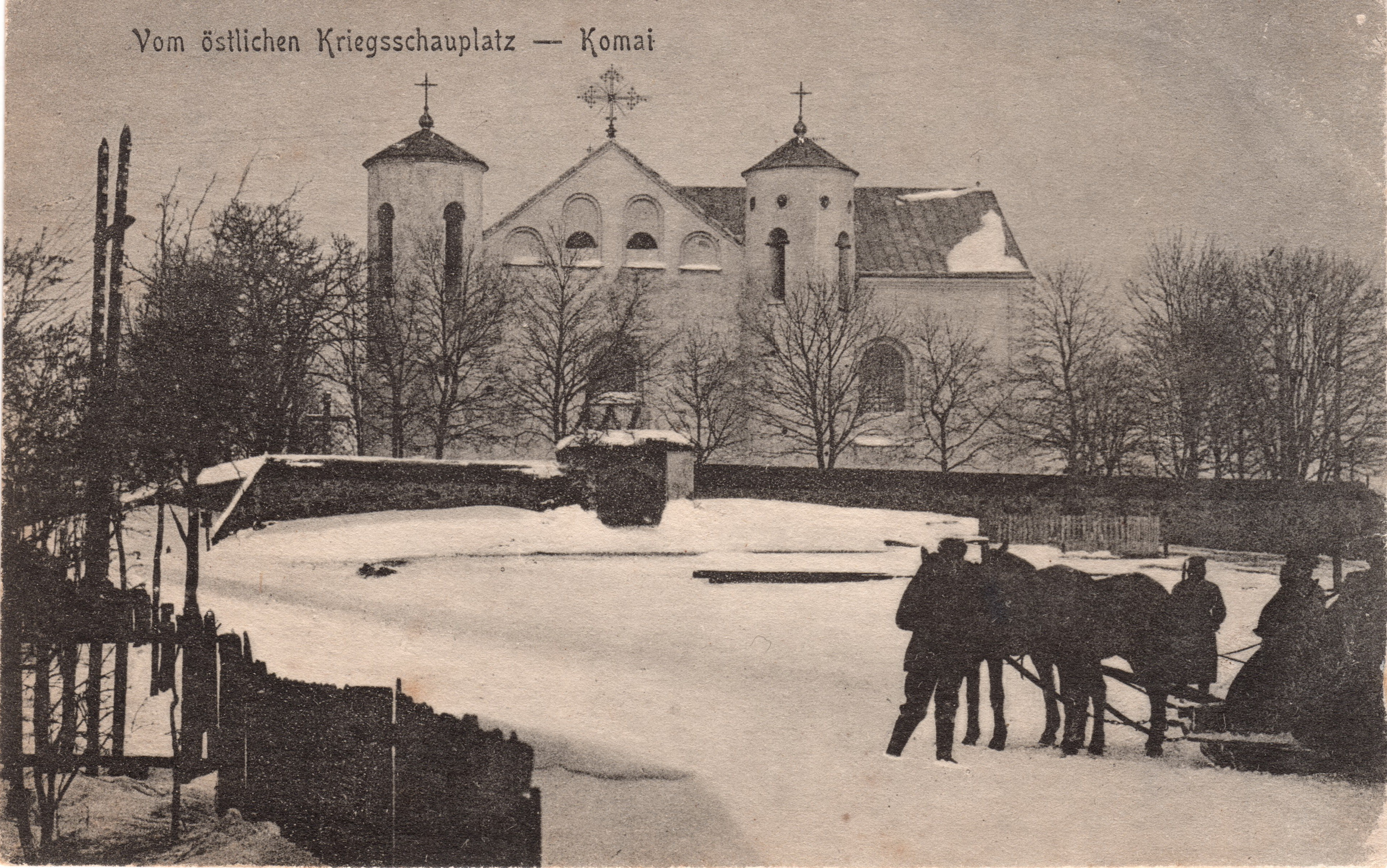
Kościół w 1915
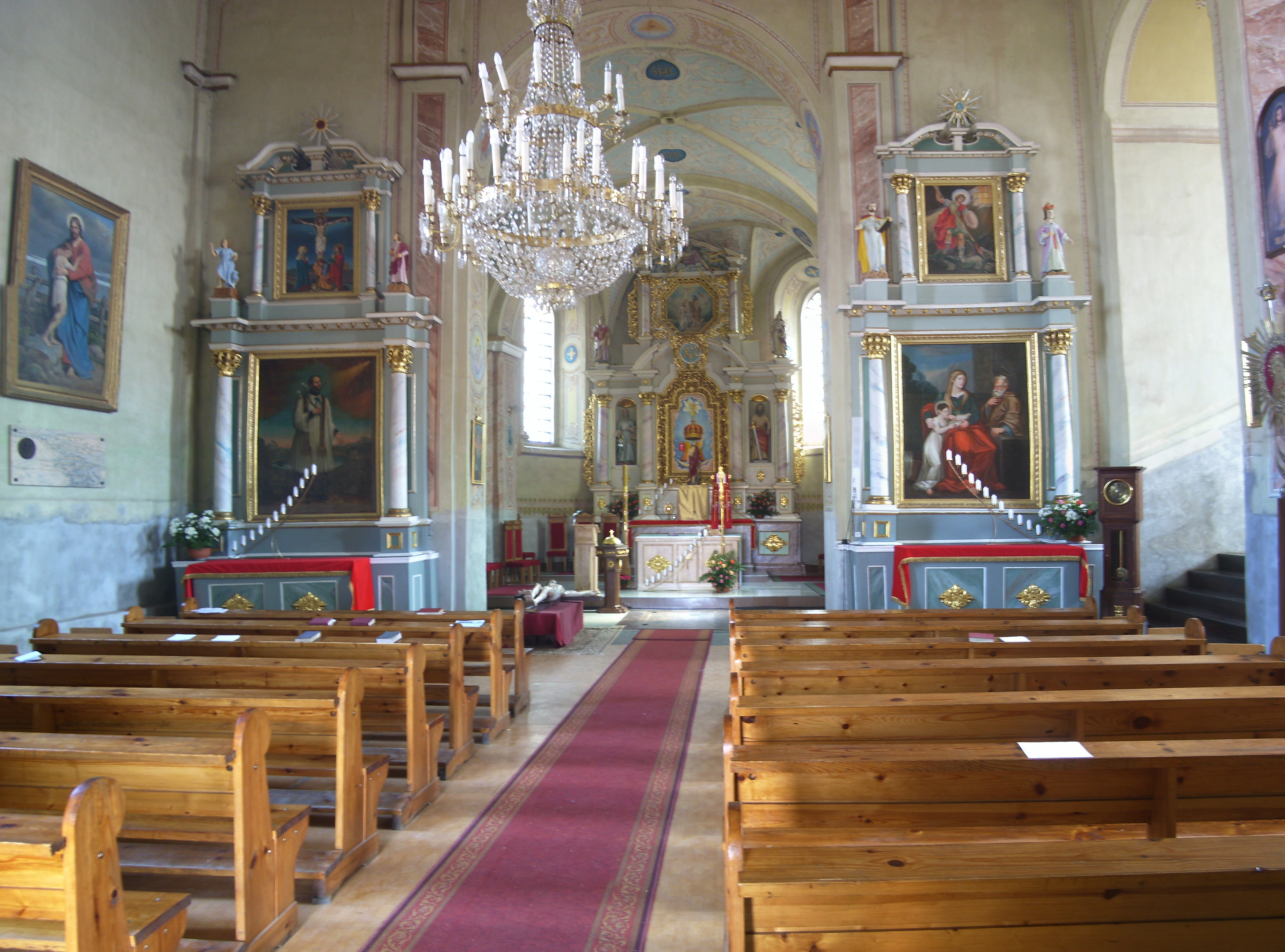
Wnętrze
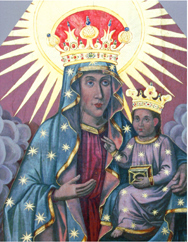
Cudowny Obraz Matki Bożej z Dzieciątkiem
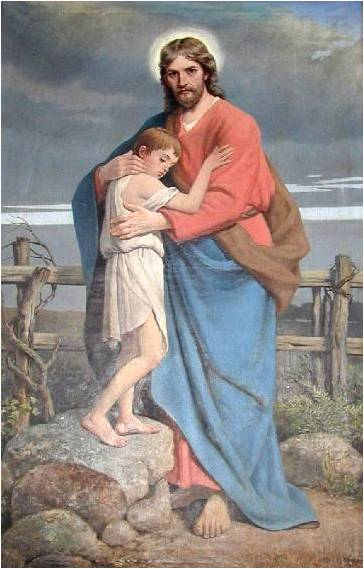
Obraz Chrystus i sierota Alfreda Römera